# Markus Ragger
Markus Ragger (nascut el 5 de febrer de 1988), és un jugador d'escacs austríac, que té el títol de Gran Mestre des de 2008.
A la llista d'Elo de la FIDE de l'agost de 2020, hi tenia un Elo de 2679 punts, cosa que en feia el jugador número 1 (en actiu) d'Àustria, i el 59è millor jugador al rànquing mundial. El seu màxim Elo va ser de 2695 punts, a la llista de setembre de 2015 (posició 53 al rànquing mundial).

## Resultats destacats en competició
El 2008 va guanyar el Campionat d'Àustria.
El 2011, empatà als llocs 1r-5è amb Iuri Kuzúbov, Parimarjan Negi, Oleksandr Aresxenko i Ni Hua al 9è obert de Parsvnath. El mateix any, fou 5è (6è per desempat) al 12è Campionat d'Europa absolut, cosa que el classificà per a disputar la Copa del món de 2011.
Entre l'agost i el setembre de 2011 participà en la Copa del món de 2011, a Khanti-Mansisk, un torneig del cicle classificatori pel Campionat del món de 2013, on tingué una mala actuació, i fou eliminat en primera ronda per Ievgueni Alekséiev (1½-2½).
L'agost de 2013 participà en la Copa del Món de 2013, on tingué una actuació regular, i arribà a la segona ronda, on fou eliminat per Nikita Vitiúgov ½-1½.
El febrer de 2014 fou segon al Torneig Casino Graz a Àustria (el campió fou Hrant Melkumian). El maig de 2015 fou tercer al Campionat Obert d'Hongria a Zalakaros (el campió fou Ígor Kovalenko). L'agost de 2015 fou campió de la Politiken Cup amb 8 punts de 10, empatat amb nou jugadors més però amb millor valoració de desempat.
El febrer de 2020 va competir al Festival Internacional d'Escacs de Praga, un torneig round-robin de categoria XIX amb deu jugadors, i hi acabà vuitè, amb 4/9 (el campió fou Alireza Firouzja).

### Participació en olimpíades d'escacs
Ragger ha participat, representant Àustria, en quatre Olimpíades d'escacs entre els anys 2008 i 2014 (els quatre cops com a 1r tauler), amb un resultat de (+19 =18 –7), per un 63,6% de la puntuació. El seu millor resultat el va fer a l'Olimpíada del 2014 en puntuar 8½ d'11 (+8 =1 -2), amb el 77,3% de la puntuació, amb una performance de 2718.